# Hammersbachtal nordöstlich von Westgartshausen
Das Naturschutzgebiet Hammersbachtal nordöstlich von Westgartshausen liegt auf dem Gebiet der Stadt Crailsheim im Landkreis Schwäbisch Hall in Baden-Württemberg.
Das Gebiet erstreckt sich östlich der Kernstadt Crailsheim und östlich und nordöstlich von Westgartshausen, einem Stadtteil von Crailsheim. Südlich verläuft die Landesstraße L 2218, westlich erstreckt sich das 30,8 ha große Naturschutzgebiet Wacholderberg-Geigerswasen.

## Bedeutung
Das 15,4 ha große Gebiet ist seit dem 15. März 1995 unter der NSG-Nr. 1.207 als Naturschutzgebiet ausgewiesen. Es handelt sich um ein „landschaftlich reizvolles Tal, das mit seinem feuchten Talgrund mit typischer Feucht- und Auevegetation in ökologisch und landschaftlich wertvollem Gegensatz zu den trockenen Heidegebieten an den Hängen steht“. Zum Gebiet gehören Erlenbruchwälder im Auebereich, Großseggenriede und kulturhistorisch bedeutsame, durch Schafbeweidung entstandene heideähnliche Talhänge.